# 堀部涼子
堀部 涼子（ほりべ りょうこ、1976年8月3日 - ）は、大阪府出身のバスケットボール選手である。ポジションはセンター、フォワード。

## 来歴
枚方市立第四中学校でバスケを始め、大阪薫英高等学校、大阪薫英女子短期大学を経てユニチカに入社。ユニバーシアード代表も経験し、新人王を獲得する。ユニチカ時代にはミス日本リーグを受賞した。
1999年、ユニチカの日本リーグ撤退に伴い日本航空に移籍。2005年にはオールジャパン初優勝に貢献する。全日本にも選ばれ続け、1998年・2002年世界選手権や2002年アジア競技大会に出場。
2005年1月9日に行われた全日本総合バスケットボール選手権大会決勝で活躍、チームはシャンソンVマジックを破り初優勝を果たした。
2005年退社。以降、地元のクラブチームでプレーを続け、2年連続で国体大阪成年女子代表に選出される。
2008年、日本ハンドボールリーグ（JHL）元HC東京副キャプテン堤一之と結婚。
エバラヴィッキーズでプレーしていた堀部香織は実妹。

## 経歴
- 大阪薫英等学校 - 大阪薫英女子短期大学 - ユニチカ（1997年-1999年）日本航空（1999年-2005年） - フリッパーズ

## 日本代表歴
- 1998世界選手権
- 2002世界選手権
- 2002アジア大会

## 受賞歴
- 日本リーグルーキー・オブ・ザ・イヤー